# Erythroxylum brennae
Erythroxylum brennae är en tvåhjärtbladig växtart som beskrevs av D'arcy och Schanen. Erythroxylum brennae ingår i släktet Erythroxylum och familjen Erythroxylaceae. Inga underarter finns listade i Catalogue of Life.